# PGC 2733826
LEDA/PGC 2733826 ist eine Galaxie im Sternbild Großer Bär am Nordsternhimmel.

## Beschreibung
Sie besitzt eine Rotverschiebung von z = 0,127208 und befindet sich somit in einer geschätzten Entfernung von 524 ± 36,7 Megaparsec (ca. 1,6 bis 1,8 Milliarden Lichtjahren). Ihr scheinbarer Durchmesser von 0,22 × 0,16 Bogenminuten aus einem Positionswinkel von 130 Grad ist rund 136- bis 188-mal kleiner als der ungefähre scheinbare Monddurchmesser von der Erde aus (≈ 30′) und ist daher für das bloße menschliche Auge nicht sichtbar; der reale Durchmesser von PGC 2733826 wurde mit ungefähr 54,63 × 40,43 Kiloparsec (ca. 178.179 × 131.865 Lichtjahre) ermittelt. Die Galaxie liegt bei einer Rektaszension von 11h 04m 59,97s und einer Deklination von +70° 03′ 28,2″ (Epoche J2000.0).